# Jorgos Muzakis
Jorgos Muzakis (ur. 15 sierpnia 1922 w Metaksurio, Ateny, zm. 27 sierpnia 2005) – grecki kompozytor i instrumentalista. Zadebiutował jako trębacz w roku 1938. Pierwsze nagranie miał w roku 1946.
Jorgos Muzakis skomponował i wykonał ponad 450 utworów muzycznych związanych ze złotą erą teatru rewiowego w latach 50. XX wieku, kiedy był opisywany jako król tego gatunku muzyki. W 2003 roku Prezydent Republiki nagrodził go w 60-lecie działalności artystycznej dla greckiej muzyki.
W Polsce jest znany dzięki piosence Oi mortez (muzyka Jorgos Muzakis, słowa J. Joannidis, która zdobyła w wykonaniu Angeli Zilii II nagrodę w dniu Międzynarodowym VI Międzynarodowego Festiwalu Piosenki w Sopocie w roku 1966.
Piosenka ta została przełożona na język polski jako Cyganeria (słowa Zbigniew Stawecki) i była wykonywana przez Irenę Santor.